# Юккунъёган
Юккунъёган (устар. Юккун-Еган) — река в Нижневартовском районе Ханты-Мансийского автономного округа России. Устье реки находится в 198 км по правому берегу Агана. Длина реки составляет 26 км. В 10 км от устья по правому берегу впадает река Поталыхъёган.

## Данные водного реестра
По данным государственного водного реестра России относится к Верхнеобскому бассейновому округу, водохозяйственный участок реки — Обь от впадения реки Вах до города Нефтеюганск, речной подбассейн реки — Обь ниже Ваха до впадения Иртыша. Речной бассейн реки — (Верхняя) Обь до впадения Иртыша.
Код объекта в государственном водном реестре — 13011100112115200044505.